# Кућа поред пруге
Кућа поред пруге је југословенски филм из 1988. године. Режирао га је Жарко Драгојевић, који је написао и сценарио.

## Радња
Српска породица (деда, отац, мајка, син и ћерка) иселила се са Косова из места Крпимеј код Подујева на периферију града Краљева. Непосредан повод за напуштање родног огњишта је што је пет албанских сепаратиста силовало ћерку, која се заједно са мајком враћала из посете код рођака у Крагујевац, али пошто су стигли возом ноћу и да се не би враћали пешице у село, зауставили су такси. Таксиста којег су зауставиле био је Албанац, који их је одвезао у неко забачено село где су је силовали пред мајком. Митар, Косовкин брат је због освете истукао Албанца који је силовао његову сестру, након чега је породица Албанца почела да им прети смрћу и били су приморани да продају кућу и да се иселе. Али, живот у новоизграђеној кући на периферији градића није донео смирење. Трауме понесене оданде прате их, а на то се надовезује неразумевање и непријатељство нове околине.

## Улоге
| Глумац              | Улога          |
| ------------------- | -------------- |
| Анђелка Миливојевић | Косовка        |
| Слободан Бештић     | Митар          |
| Љубиша Самарџић     | Станиша        |
| Душица Жегарац      | Тиосава        |
| Заим Музаферија     | Вуксан         |
| Дубравко Јовановић  | Слободан       |
| Мето Јовановски     | Божа Муња      |
| Радомир Лазаревић   | Зоран          |
| Ана Јовановић       | Сашка          |
| Фарук Беголи        | Хасан          |
| Васја Станковић     | Радоман        |
| Љубомир Ћипранић    | домаћин свадбе |
| Душан Јанићијевић   | полицајац      |
| Маљо Гами           | старац         |
| Ана Милакар         | Славица        |
| Љиљана Шљапић       | Љубица         |
| Милија Вуковић      | Судија         |
| Афродита Гали       | Хасанова жена  |
| Радивоје Кандић     | Учитељ         |
| Предраг Павловић    | Кенац          |